# Joseph Maria von Fraunberg

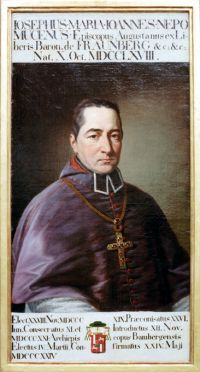
Joseph Maria von Fraunberg als Erzbischof von Bamberg (Porträt Bischofsgalerie Augsburger Dom)

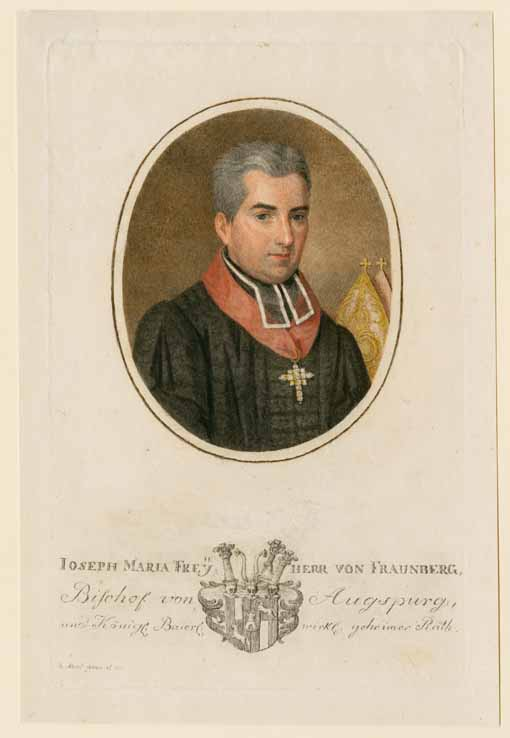
Joseph Maria von Fraunberg als Bischof von Augsburg

Joseph Maria Johann Nepomuk Freiherr von und zu Fraunberg (* 10. August 1768 in Fraunberg; † 17. Januar 1842 in Bamberg) war von 1819/21 bis 1824 Bischof von Augsburg und von 1824 bis 1842 Erzbischof von Bamberg.

## Leben und Wirken
Der nachmalige Bischof von Augsburg und Erzbischof von Bamberg war in jungen Jahren, wie weitere Familienangehörige des Adelsgeschlechts der von Fraunberg, Mitglied des Illuminatenordens, der 1784/85 in Bayern verboten wurde.
Joseph Maria Johann Nepomuk Freiherr von und zu Fraunberg stammt aus einem der ältesten altbayerischen Adelsgeschlechter, das seit 1347 urkundlich als Mitglied der niederbayerischen Landschaft belegt ist und 1630 in den Reichsfreiherrnstand erhoben worden war. Er war das zweite von drei Kindern des fürstlich freisingschen Geheimrats und Oberjägermeisters Max Joseph Freiherr von und zu Fraunberg und dessen Gemahlin Maria Josepha, geb. Freiin von Rechberg und Rothenlöwen. Er lebte zunächst als Edelknabe am fürstbischöflichen Hof zu Freising. Bereits mit 14 Jahren wurde er in das Domkapitel zu Regensburg aufgenommen und am 21. Dezember 1791 zum Priester geweiht. Nur kurze Zeit war von und zu Fraunberg in der praktischen Seelsorge tätig. Er war von 1791 bis 1797 Pfarrer von Loiching (Niederbayern) und von 1798 bis 1801 Pfarrer und Erzdekan in Cham (Oberpfalz).
Auf Wunsch des bayerischen Kurfürsten trat der Geistliche in den bayerischen Staatsdienst ein. Ab 1802 zeichnete er für das Schulwesen verantwortlich. Sein Tätigkeitsbereich betraf u. a. die Errichtung von Sonn- und Feiertags- sowie von Industrieschulen im ländlichen Raum, ferner die Durchsetzung der allgemeinen Schulpflicht. Zusätzlich zu seinen Dienstaufgaben war er 1806/1807 Unterhändler in den Verhandlungen des Königreiches Bayern und des Papstes in München und Regensburg, mit denen eine Neugestaltung der bayerischen Bistümer nach der Säkularisation erreicht werden sollte. Diese Verhandlungen scheiterten vorerst. Nach der Neueinteilung der kirchlichen Sprengel 1818 wurde er 1819 zum Bischof von Augsburg gewählt und trat dieses Amt 1821 an. Die Bischofsweihe empfing er am 11. November 1821 durch Erzbischof Francesco Serra Cassano. Als Bischof ging er entschieden gegen die Vertreter der in Schwaben weit verbreiteten Erweckungsbewegung, mit Hochburgen u. a. in Gundelfingen, Lauingen und Aislingen, vor.
1824 wurde von und zu Fraunberg, auf Fürsprache von König Max I. Joseph von Bayern, zum Erzbischof von Bamberg ernannt. Er war der zweite Oberhirte des noch jungen Erzbistums. Unter seiner Führung wurde die Diözese in 20 Dekanate eingeteilt, deren Zahl bis 1937 konstant blieb. Der Oberhirte warnte eindringlich vor sinkender Moralität durch allzu häufige 'Tanzmusiken und Schwärmereien'. Ein verbreiterter Missstand der schließlich mit Ministerialreskript vom 12. Februar 1836 und durch die Mithilfe der Pfarrämter eingedämmt werden sollte (Göller 2007, S. 331).
Hohen Wert legte der Erzbischof auf die Aus- und Fortbildung des Klerus. Daher erließ er bald nach seinem Amtsantritt neue Statuten für das Priesterseminar. Ferner wurden 1829 unter seiner Ägide Pastoralkonferenzen zur gegenseitigen Anregung und Fortbildung der Priester in bestimmten Sprengeln vorgeschrieben.
Auf Drängen der Bamberger Bürgerschaft konnte er am 22. Dezember 1825 die Aufhebung des seit 1803 existierenden Krippenverbots erwirken. 1826 setzte er eine neue Dekanatseinteilung in Kraft, Coburg wurde mit päpstlicher Genehmigung dem Erzbistum Bamberg zugewiesen. Ferner erreichte er Oktober 1827 die Zustimmung von König Ludwig I. von Bayern, den Fortbestand des Bamberger Klosters der Englischen Fräuleins. Den Klöstern in Marienweiher, Gößweinstein und Vierzehnheiligen, die seinerzeit spärlich besetzt waren, übertrug der Erzbischof die Sorge für die dortigen Wallfahrten. Seine besondere Aufmerksamkeit galt den wachsenden Problemen der Mischehen und der Erziehung der Kinder aus konfessionsverschiedenen Ehen. Diesbezüglich vertrat von und zu Fraunberg eine gemäßigtere Haltung als die römische Kurie und manch einer seiner bayerischen Amtsbrüder.
Auf Anregung König Ludwigs I. begannen am 30. Mai 1829 Renovierungsarbeiten im Bamberger Dom, die 1837 abgeschlossen wurden und den Dom purifizierten.
Seit 1804 war er Ehrenmitglied der Bayerischen Akademie der Wissenschaften. Von 1822 bis 1840 war er kraft Amtes Mitglied der Kammer der Reichsräte der Bayerischen Ständeversammlung.
Der Erzbischof starb am 17. Januar 1842 in Bamberg und wurde beim Fürstenportal des Domes beigesetzt. Auf der Grabplatte ist das Geburtsdatum mit dem 12. Oktober 1767 angegeben.